# Europe (альбом)
Europe — дебютный студийный альбом шведской рок-группы Europe. Он был выпущен 14 марта 1983 года, студией Hot Records.

## Об альбоме
В отличие от самого известного альбома группы The Final Countdown, вышедшим во время второй волны популярности глэм-метала, стиль их первого альбома можно отнести к новой волне британского хеви-метала или даже к раннему спид-металу. Наиболее чётко это чувствуется в песнях «In the Future to Come» и «Seven Doors Hotel».
Первая часть песни «Boyazont» идентична песне Eddie Meduza «Reaktorn läck i Barsebäck» с альбома Garagetaper, вышедшего в 1980 году. Джон Норум играл с Эдди в ранних записях и на концертах, например, он исполнял гитарное соло в песне «Punkjävlar».

## Список композиций
Слова и музыка всех песен — (если не указано иначе) — Джоуи Темпест.
| №  | Название                                                    | Автор(ы)                 | Длительность |
| -- | ----------------------------------------------------------- | ------------------------ | ------------ |
| 1. | «In the Future to Come»                                     |                          | 5:00         |
| 2. | «Farewell»                                                  |                          | 4:16         |
| 3. | «Seven Doors Hotel»                                         |                          | 5:16         |
| 4. | «The King Will Return»                                      |                          | 5:35         |
| 5. | «Boyazont» (instrumental, авторы: Джон Норум, Eddie Meduza) | Джон Норум, Eddie Meduza | 2:32         |
| 6. | «Children of This Time»                                     |                          | 4:55         |
| 7. | «Words of Wisdom»                                           |                          | 4:05         |
| 8. | «Paradize Bay»                                              |                          | 3:53         |
| 9. | «Memories»                                                  |                          | 4:32         |

## Над альбомом работали
- Джоуи Темпест — вокал, акустическая гитара, клавишные
- Джон Норум — гитары, бэк-вокал
- Джон Левен — бас-гитара
- Тони Рено — ударные
- Erik Videgård – сопродюсер, инженер
- Thomas Erdtman – сопродюсер
- Lennart Dannstedt — фотограф
- Camilla B. — художник